# Mileva Marićová
Mileva Marićová (v srbské cyrilici Милева Марић; 19. prosince 1875, Titel, Vojvodina, Rakousko-Uhersko, dnes Srbsko – 4. srpna 1948, Curych, Švýcarsko) byla srbská matematička, fyzička a první manželka Alberta Einsteina v letech 1903 až 1919.
Byla jedinou ženou mezi Einsteinovými spolužáky na Curyšské polytechnice a byla druhou ženou, která dokončila celý studijní program na katedře matematiky a fyziky. Není známo, do jaké míry Mileva přispěla k ranému dílu Alberta Einsteina.
Když Einstein v roce 1921 obdržel Nobelovu cenu, převedl peníze na Milevu. Bylo to hlavně na podporu jejich synů, ale Mileva měla přístup k úrokům. V roce 1930 se jejich druhý syn Eduard zhroutil ve věku asi 20 let a byla mu diagnostikována schizofrenie.

## Mládí a studia
Mileva se narodila 19. prosince 1875 do bohaté rodiny v Titelu v Rakousku-Uhersku (dnešní Srbsko) jako nejstarší ze tří dětí Miloše Mariće (1846–1922) a Mariji Ružić-Marić (1847–1935).  Krátce po jejím narození její otec ukončil vojenskou kariéru a přijal práci u dvora v Rumě a později v Záhřebu. Mileva měla vadu kyčelního kloubu, a proto celý život kulhala. Byla však velmi nadaná, především na matematiku a fyziku. Naučila se také několik jazyků němčinu, francouzštinu, řečtinu a trochu latinu. Výborně zpívala a hrála na klavír.
Své střední vzdělání zahájila v roce 1886 na střední dívčí škole v Novém Sadu, ale následující rok přešla na střední školu ve Sremské Mitrovici. Od roku 1890 Mileva navštěvoval Královské srbské gymnázium v Šabaci. V roce 1891 získal její otec zvláštní povolení zapsat Milevu jako soukromou studentku na čistě mužskou Královskou klasickou střední školu v Záhřebu. V únoru 1894 získala zvláštní povolení k účasti na přednáškách fyziky a v září 1894 složila závěrečné zkoušky.
V tomto roce vážně onemocněla tuberkulózou a rozhodla se přestěhovat do Švýcarska, kde 14. listopadu nastoupila na dívčí střední školu v Curychu. V roce 1896 složila maturitu a začala studovat medicínu na univerzitě v Curychu, ale byla tam jenom jeden semestr, neboť jí lákala matematika. Jako pátá žena v dějinách se dostala na Polytechniku v Curychu, kde studovala jako jediná žena své generace. Zde potkala Alberta Einsteina, se kterým ji spojovalo přátelství a podobné názory na fyzikální problémy.

## Manželství s Einsteinem

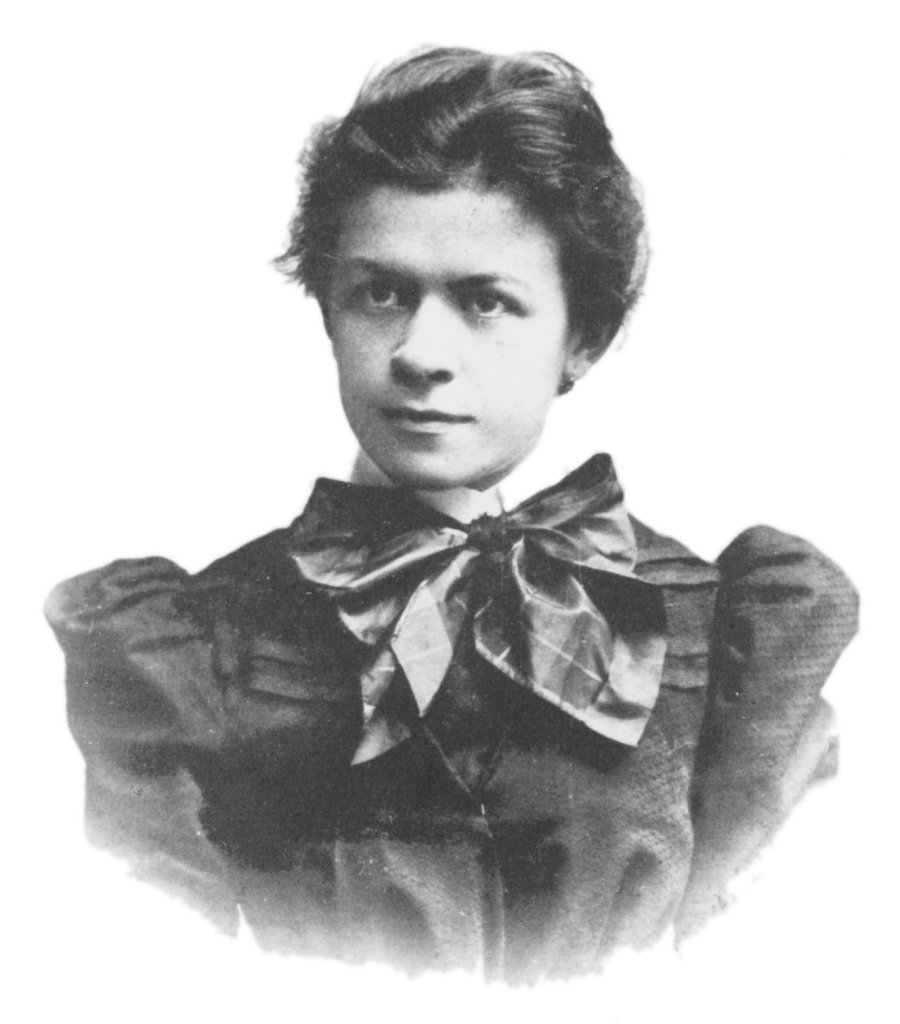
Mileva Marićová (1896)

V roce 1901 Mileva s Einsteinem otěhotněla a odcestovala porodit do svého rodného města, aby nevyvolala skandál. Dopisy Einsteinovi zdokumentovaly, že jejich dcera se narodila v Novém Sadu v lednu 1902. Brzy zemřela, ale nejsou k tomu žádné další informace.
V roce 1903 se Mileva a Einstein vzali ve švýcarském Bernu, kde Einstein našel práci u Federálního úřadu pro duševní vlastnictví. V roce 1904 se jim narodil první syn Hans Albert. Manželé žili v Bernu až do roku 1909, kdy Einstein získal místo učitele na univerzitě v Curychu. V roce 1910 se jim narodil druhý syn Eduard. V roce 1911 se přestěhovali do Prahy, kde Einstein vyučoval tři semestry na pražské německé univerzitě. V roce 1912 se vrátili do Curychu, protože přijal profesuru na své alma mater.
Od roku 1912 začalo být manželství nešťastné, neboť Einstein se znovu setkal se svou sestřenicí Elsou, zamiloval se do ní a začali si pravidelně dopisovat. V polovině července 1914 rodina odjela do Berlína, ale Mileva zde byla velmi nešťastná. Den po začátku první světové války opustila Německo a odvezla chlapce zpět do Curychu. Einstein se právně zavázal, že jí bude posílat roční výživné ve výši 5600 říšských marek ve čtvrtletních splátkách, což byla téměř polovina jeho platu. Po požadovaných pěti letech odloučení se pár 14. února 1919 rozvedl. Mileva i po rozvodu žila s oběma chlapci v Curychu.

## Spolupráce s Einsteinem

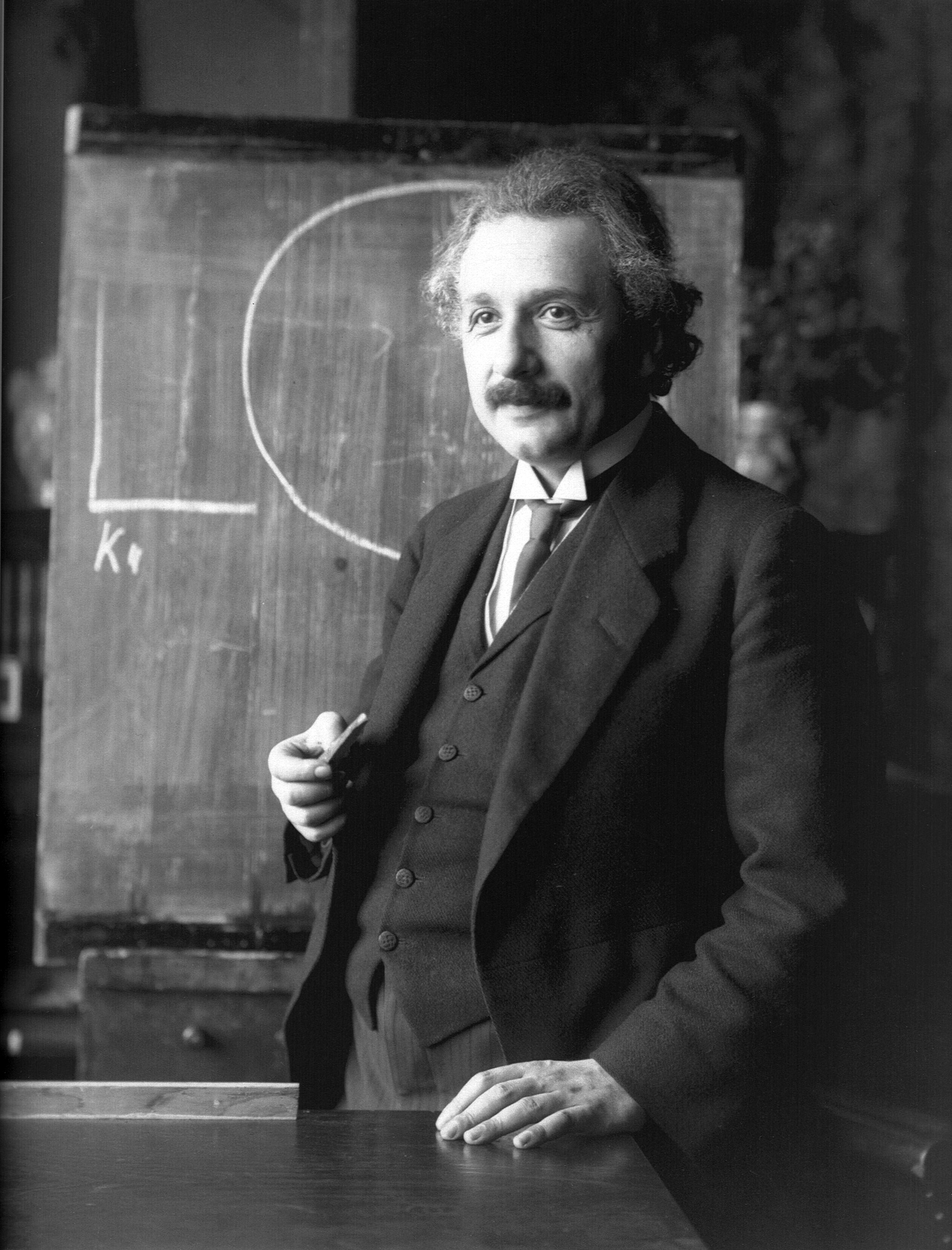
Albert Einstein (1921)

Přestože byla Mileva velmi nadanou studentkou, vzdala se vlastní kariéry a stala se oporou pro svého manžela. Fyzikou se zabývala nadále a některé zdroje jí považují za spolutvůrkyní teorie relativity. Sovětský vědec Abram Fedorovič Joffe měl na původním rukopisu k teorii relativity zahlédnout podpis autora jako Einstein-Marity. Marity je maďarský pravopis jména Marić. Později vydaný rukopis ale obsahuje pouze Einsteinovo jméno. Takové tvrzení rozpoutalo ostré diskuse, které přetrvávají do současnosti. 
Mnoho historiků tvrdí, že neučinila žádný významný vědecký přínos. Zatímco jiní naznačují, že byla pro Einsteina společníkem ve vědě a společně rozvíjeli vědecké koncepty.
Faktem však zůstává skutečnost, že si Einstein v děkovné řeči při příležitosti převzetí Nobelovy ceny roku 1922 na svou bývalou ženu nevzpomněl. Ale předal ji celou finanční odměnu v hodnotě 1 milion dolarů.

## Úmrtí
4. srpna 1948 utrpěla Mileva těžkou mrtvici a zemřela ve věku 72 let v Curychu. Byla pohřbena na hřbitově Nordheim. Její syn Eduard Einstein, který trpěl schizofrenií a byl pravděpodobně i důvodem její smrti, byl hospitalizován až do své smrti v roce 1965.

## Ocenění
- V roce 2005 byla Mileva v Curychu oceněna ETH a Gesellschaft zu Fraumünster a na její památku byla odhalena pamětní deska na její dům v ulici Huttenstrasse 62 v Curychu.
- V roce 2005 byla umístěna busta v jejím středoškolském městě Sremska Mitrovica.
- Další busta se nachází v areálu univerzity v Novém Sadu a je po ní pojmenována střední škola v jejím rodišti Titel.
- V roce 2008 šedesát let po její smrti byla na dům bývalé kliniky v Curychu, kde zemřela, umístěna pamětní deska.
- V červnu 2009 jí byl na Nordheimském hřbitově v Curychu věnován pamětní náhrobek.

## Kultura
- V roce 1995 vydala Narodna knjiga v Bělehradě knihu s názvem Mileva Marić Ajnštajn od Dragany Bukumirović.
- V roce 1998 uvedla Vida Ognjenović drama Mileva Ajnštajn, které bylo přeloženo do angličtiny v roce 2002. Později ji adaptovala na libreto k opeře Mileva, složené Alexandrou Vrebalovovou, která měla premiéru v roce 2011 v Srbském národním divadle v Novém Sadu.
- V roce 2012 se Mileva Marić stala hlavní postavou sci-fi románu Margaret Peterson Haddix - Chycení, který je součástí série The Missing.
- V roce 2016 Marie Benedictová ve svém románu Druhý Einstein popsala vztah mezi Milevou Marić a Albertem Einsteinem.
- V roce 2017 byl její život zobrazen v televizním seriálu Genius, který se zaměřuje na Einsteinův život. Hrály ji Samantha Colley a Sally Dexter.
- Fiktivní zobrazení Milevy Marić (ztvárněné Christinou Jastrzembskou) a jejího potenciálního přínosu k Einsteinově práci je popsáno v první epizodě televizního seriálu DC - DC's Legends of Tomorrow.
- V roce 2019 požádala fyzička a spisovatelka Gabriella Greison o posmrtné udělení titulu Milevě Marićové na ETH Curych. Po 4 měsících diskusí univerzita titul zamítla.
- V roce 2022 byla v románu Bonnie Garmus - Lessons in Chemistry dvakrát zmíněna Mileva Marić jako příklad neuznané vědkyně, jejíž práce byla zahrnuta pod práci jejího slavného manžela.